# 香川県道188号城山鴨川線
香川県道188号城山鴨川線（かがわけんどう188ごう きやまかもがわせん）は、香川県坂出市を通る一般県道である。

## 概要

### 路線データ
- 起点：香川県坂出市川津町（香川県道189号城山川津線起点）
- 終点：香川県坂出市府中町（香川県道33号高松善通寺線交点）
- 陸上距離：7.49 km

## 地理

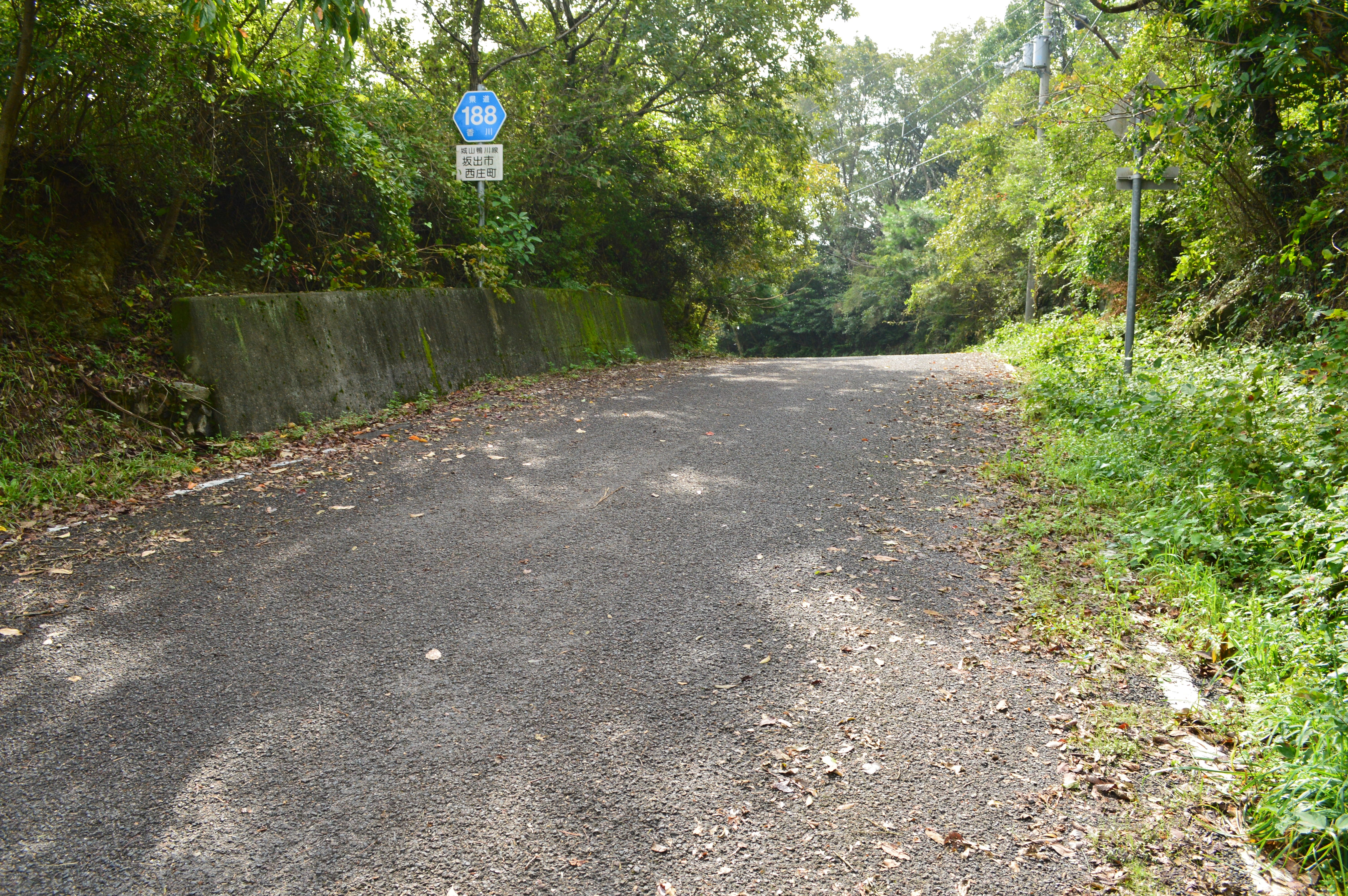
香川県道188号
城山山中

### 通過する自治体
- 坂出市

### 交差する道路
| 交差する道路             | 交差する場所 | 交差する場所 |
| ------------------------ | ------------ | ------------ |
| 香川県道189号城山川津線  | 川津町       | 起点         |
| 香川県道33号高松善通寺線 | 府中町       | 終点         |

### 交差する鉄道
- 予讃線

### 沿線
- 高松カントリー倶楽部
- JR四国予讃線 鴨川駅